# 赫格管
赫格管（英語：Heckelphone），又稱為赫克管、黑克爾雙簧管或黑克爾管，木管樂器，屬於雙簧類樂器，是20世紀初才出現的新種樂器，由專研發新樂器的德國人赫格（Wilhelm Heckel）及其子共同研發。

## 外貌和構造
赫格管外貌與英國管相近，但樂器的管身口徑較為闊大，大約是雙簧管的兩倍。長度約為4英尺，為方便演奏，在喇叭口旁裝有一個小的金屬腳棒作支撐。赫格管具擁有木管樂器中獨有的特點：擁有第二個喇叭口；原本附有金屬腳棒的第一個，可轉換成消音式的喇叭口（muted bell），以方便演奏室內樂。
所使用的指法和雙簧管及英國管亦相同，但按鍵的設計和排列方法則參考巴松管，因此視覺上赫格管亦有點像巴松管。赫格管的最低音為A，比雙簧管的B♭還要多一個音。赫格管有吹管（bocal）連接簧片及管身，而使用的簧片與巴松管相同，所以赫格管好像是結合了雙簧管和巴松管的混合體。
現存的赫格管估計大約有超過100支，但有相當部份卻被保存於博物館內。縱使唯一的生產商赫格公司近年已恢復生產（需特別預訂），不過估計現時真正使用中的赫格管只有約50支。

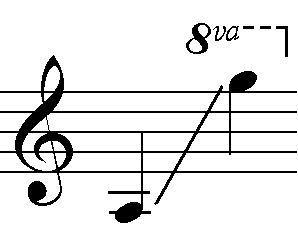
赫格管的譜記音高

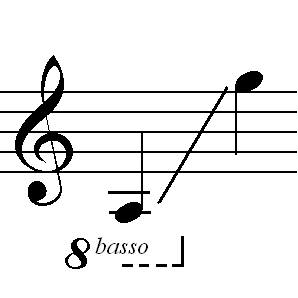
赫格管的實際音高

## 音色、音域及記譜法
赫格管的音色較接近雙簧管。由於管身的口徑較闊，所奏出的音色亦比較重和具穿透力，成為在樂隊中填補雙簧管及巴松管中間的音域。赫格管的音域接近有3個八度，由A2到G5。
由於指法和雙簧管相同，所以同樣採用高音譜號記譜；不過相同的按鍵，赫格管所發出的音剛好是低1個八度，所以屬於移調樂器。

## 曾使用赫格管的樂曲
由於赫格管是由德國人發明，因為赫格管亦最先出現在德國作曲家的樂曲中。首先使用赫格管的是理察·史特勞斯的獨幕歌劇《莎樂美》，事實上史特勞斯在往後的作品亦加入了赫格管，包括《厄勒克特拉》、《阿爾卑斯交響曲》等；另一位德國作曲家欣德米特亦將赫格管放進自己的室樂作品中。法裔的美國作曲家瓦雷茲亦開始把赫格管放進自己的管絃樂中，如《亞美利加》、《奧秘》（Arcana）等。
法國一名樂器製造家洛雷（François Lorée，1835-1902）原來早在1889年就已研發出低音雙簧管，並且被當時不少的英國作曲家，包括戴流士、霍爾斯特、布萊恩、佛漢·威廉斯及巴克斯等採用。因此在英國，這兩種樂器往往都被混淆，有時連樂團或指揮家本身也懶得去認真地分辨這兩種樂器，反正兩者的音域和效果相近，結果就出現了兩種樂器互相替代的情況。
近代為赫格管創作音樂的，有芬蘭作曲家Kalevi Aho，他的多首交響曲及協奏曲均配有赫格管。另外德國作曲家米倫茲（Hans Mielenz，1909-1996）於1979年亦創作了截至目前為止世界上唯一一首《赫格管協奏曲》（作品60）。

## 其他型號
赫格公司亦曾經生產過比雙簧管高純四度的F調高音赫格管，及高小三度的E♭調高音赫格管，但兩者均已停產，而且所製造的數量亦不多。

## 外部連結
赫格公司－發明及生產赫格管的公司 （页面存档备份，存于）（德文、英文）
使用赫格管或低音雙簧管的曲目列表 （页面存档备份，存于）